# Sommer-OL 1972
Sommer-OL 1972 i München blev de mest triste Olympiske Lege nogensinde. Det israelske hold blev under legene angrebet af palæstinensiske terrorister og taget som gidsler. Dette kendes i dag som München-massakren. Mange foreslog at aflyse legene, men IOC valgte, hvilket Israel støttede, at fortsætte efter en dags udsættelse. Israel trak dog deres hold ud.
Afrikansk storpolitik havde stadig et greb om legene. Rhodesia havde sendt 30 atleter til München, men de blev udelukket pga. landets apartheid-politik.
Bueskydning vendte tilbage til OL-programmet, og judo blev en permanent disciplin. Håndbold gjorde sin debut.
Mark Spitz var stjernen, da han vandt syv guldmedaljer i svømning. I de fire individuelle discipliner, han deltog i, slog han samtlige verdensrekorder. Han er den næst mest succesrige svømmer efter Michael Phelps.
Gymnasten Olga Korbut fra Sovjetunionen blev også en stjerne og en publikumsdarling, da hun vandt tre guldmedaljer og en sølvmedalje.
Til trods for, at Danmark stillede med et af de største hold nogensinde til et OL, blev det kun til én guldmedalje til Niels Fredborg i 1000 meter banecykling. Han kørte i tiden 1 min. 06,44 sek. og besejrede dermed australieren Daniel Clark (1:06,83) med blot 43 hundreddele. Tyskeren Jürgen Schütze fik bronze i 1:07,02.

## Boksning
Den olympiske bokseturnering 1972 blev afholdt fra den 27. august til den 10. september og med 357 deltagere fra 81 nationer satte deltagerantallet atter rekord. Bedste nation blev Cuba, der med 3 guld, 1 sølv og 1 bronze fik sit store gennembrud. Bortset fra Cuba blev bokseturneringen domineret massivt af boksere fra østblokken, og det blev således kun til to guldmedaljer fra vestblokken, en til USA og en til værtsnationen Vesttyskland. USA sluttede som 6. bedste nation, det ringeste resultat i mange år. 
Turneringens store profil var den cubanske sværvægter Teófilo Stevenson, der på sin vej til finalen stoppede samtlige sine tre modstandere, inden han kunne erklæres som turneringens vinder, da den rumænske finalemodstander Ion Alexe grundet en skade ikke kunne stille op. 
Danmark stillede med tre deltagere, men opnåede ikke medaljer. I letvægt deltog Erik Madsen, der imidlertid tabte i første runde 5-0 til ireren Charlie Nash, der siden vandt det professionelle europamesterskab. I weltervægt vandt Ib Bødtcher 3-2 i første runde over Niguel Ortiz Flores, men blev i turneringens anden runde stoppet i 3. omgang af ireren John Rodgers. I mellemvægt vandt Poul Knudsen første kamp 5-0 over William Peets og kvalificerede sig derved til kvartfinalen, hvor han dog tabte til ghaneseren Prince Amartey.

## Sejlsport
Sejlsportskonkurrencerne blev afholdt i Kiel, Slesvig-Holsten.  

## Danske deltagere
- 128 mænd
- 12 kvinder

## Danske medaljer

### Guld
- Niels Fredborg (Cykling, 1000 meter på tid)

### Sølv
- Ingen, men Svend Pri vandt  sølv i herresingle og  Svend Pri og Ulla Strand vandt sølv i mixed double i demonstrationssporten badminton,

### Bronze
- Ingen